# Henri Derkinderen
Henri Derkinderen, znany też jako Pierre Derkinderen – belgijski zapaśnik walczący w stylu wolnym. Olimpijczyk z Antwerpii 1920, gdzie zajął piąte miejsce w wadze średniej.

## Turniej wAntwerpii 1920
| Konkurencja          | Walki               | Walki                  | Klas. końcowa |
| Konkurencja          | Przeciwnik I        | Przeciwnik II          | Miejsce       |
| -------------------- | ------------------- | ---------------------- | ------------- |
| 75 kg styl klasyczny | Ahmad Rahmi (EGY) Z | Väinö Penttala (FIN) P | 5.            |